# Esperando na Janela (canção de Cogumelo Plutão)
"Esperando na Janela" é uma canção composta por Blanch Van Gogh e gravada pela banda de rock brasileira Cogumelo Plutão. A canção foi lançada em 2000 e é o primeiro single do álbum Biblioteca de Sonhos. Durante três semanas, a música figurou em quarto lugar na lista das músicas de pop rock mais tocadas nas rádios do Rio de Janeiro, e durante 6 meses ela ficou no Top 10 de todas as rádios do Brasil. A canção foi incluída na trilha sonora da novela Laços de Família, da TV Globo.
Em 2004, a canção foi regravada pela dupla sertaneja Rionegro & Solimões no álbum De Bem com a Vida, versão essa que também estourou nas paradas do mesmo ano. No ano seguinte, foi regravada pela dupla César Menotti & Fabiano, no álbum Palavras de Amor — Ao Vivo.

## Desempenho nas paradas
| Paradas semanais (2000)            | Melhor posição |
| ---------------------------------- | -------------- |
| Rio de Janeiro (Top 10 - Pop/Rock) | 4              |

| Ranking anual (2000)                      | Melhor posição |
| ----------------------------------------- | -------------- |
| Brasil (Top 100 - Nacional/Internacional) | 25             |

## Vendas e certificações
| Região | Certificados | Unidades / vendas |
| ------ | ------------ | ----------------- |
| Brasil | 2x Diamante  | 2,500,000         |

## Prêmios e indicações
| Ano  | Prêmio                 | Categoria                                | Indicação       | Resultado | Ref.  |
| ---- | ---------------------- | ---------------------------------------- | --------------- | --------- | ----- |
| 2001 | MTV Video Music Brasil | Videoclipe do Ano - Escolha da Audiência | Cogumelo Plutão | Indicado  | [ 7 ] |

## Outras gravações
- Angélica – Angélica (2001)
- Rionegro & Solimões – De Bem com a Vida (2004)
- César Menotti & Fabiano – Palavras de Amor — Ao Vivo (2005)
- Cheiro de Amor – Tudo Mudou de Cor (2016)
- On Play – trilha sonora da telenovela Cúmplices de um Resgate (2016)[8]
- Rosa de Saron — Esperando na Janela - Acústico (2019)